# Norrey-en-Auge
Norrey-en-Auge är en kommun i departementet Calvados i regionen Normandie i norra Frankrike. Kommunen ligger i kantonen Morteaux-Coulibœuf som ligger i arrondissementet Caen. År 2022 hade Norrey-en-Auge 95 invånare.

## Befolkningsutveckling
Antalet invånare i kommunen Norrey-en-Auge
Referens:INSEE